# جمعیت‌شناسی کاشان
جمعیت شهرستان کاشان بر پایه نتایج سرشماری عمومی نفوس و مسکن در سال ۱۳۹۰ برابر با ۳۲۳،۳۷۱ نفر بوده‌است، که از میان ۲۹۳،۸۰۶ نفر در کاشان و ۲۹،۵۶۵ نفر در روستاها سکونت دارند تقریباً ۹۰% جمعیت شهرستان کاشان در شهر کاشان زندگی می‌کنند، از این رو داده‌های جمعیت‌شناسی شهرستان کاشان، شباهت نزدیکی به آمارهای جمعیتی شهر کاشان دارد و در این مقاله هر دو ناحیه جغرافیایی را با هم بررسی می‌نماییم.

## تغییرات جمعیتی
از آنجایی که مرزهای شهرستان کاشان تغییرات فراوانی کرده‌است داده‌های نخستین سرشماری ملی در ۱۳۳۵ را نمی‌توان با سرشماری سال ۱۳۸۵ مقایسه نمود از این رو داده‌های آماری ۱۳۴۵ به بعد در این جداول استفاده شده‌است.
| سال  | کل      | شهری    | روستایی |
| ---- | ------- | ------- | ------- |
| ۱۳۴۵ | ۱۵۴،۱۲۶ | ۸۱،۷۳۳  | ۷۲،۳۹۳  |
| ۱۳۵۵ | ۲۰۶،۷۲۹ | ۱۲۸،۱۷۲ | ۷۸،۵۵۷  |
| ۱۳۶۵ | ۲۸۷،۰۷۰ | ۱۸۴،۹۰۱ | ۱۰۲،۱۶۲ |
| ۱۳۷۵ | ۳۳۵،۷۸۷ | ۲۶۲،۳۹۰ | ۷۳،۳۹۵  |
| ۱۳۸۵ | ۳۰۲،۶۳۷ | ۲۷۲،۹۰۳ | ۲۹،۷۳۴  |